# Форд, Фрэнсис (актёр)
Фрэ́нсис Форд (англ. Francis Ford; 14 августа 1881[…], Портленд, Мэн — 5 сентября 1953[…], Лос-Анджелес, Калифорния) — американский киноактёр, режиссёр, сценарист и кинопродюсер.

## Биография
Фрэнсис Джозеф Фини (настоящее имя актёра) родился 14 августа 1881 года в городе Портленд (штат Мэн, США). Отца звали Джон Огастин Фини (1854 — ?), он был иммигрантом из Ирландии, родом из деревни Спидл, прибыл в Портленд в 1872 году и в 1878 году открыл здесь салун, потом ещё несколько. Мать звали Барбара «Эбби» Каррен. Младший брат — Джон (1894—1973), стал известным режиссёром, продюсером, актёром и сценаристом (крупнейший мастер вестерна, единственный в истории обладатель четырёх «Оскаров» за лучшую режиссуру).
В 1898 году, преувеличив свой возраст, записался добровольцем в армию и отправился на войну, но правда вскоре вскрылась и юношу отправили домой. Однако в Мэн он не поехал, а обосновался в Нью-Йорке, где заинтересовался кинематографом. С 1909 года начал сниматься в кино, взяв себе актёрский псевдоним Фрэнсис Форд в честь автомобиля. В 1914 году к Форду приехал младший брат, Джон Мартин Фини, который начал, под эгидой Фрэнсиса, подрабатывать дублёром, каскадёром, актёром и ассистентом режиссёра, взяв псевдоним Джон Форд.
В начале 1950-х годов Форду диагностировали рак, однако он продолжал сниматься практически до последних дней жизни. Скончался 5 сентября 1953 года в Лос-Анджелесе (штат Калифорния). Похоронен на Кладбище Святого креста в Калвер-Сити (Калифорния).

### Личная жизнь
Фрэнсис Форд был женат трижды:
- 13 августа 1900 года он женился на женщине по имени Делия Агата Коул. До августа 1909 года последовал развод. От брака остался сын Филип[англ.] (1900—1976), который стал кинорежиссёром и актёром.
- 19 августа 1909 года он женился на малоизвестной сценаристке и киноактрисе Элзи Ван Нейм (1890—1934). Брак продолжался четверть века до самой смерти женщины, от него осталось двое сыновей. В 1919 году Элзи бросила мужа и, продав принадлежавшую ей половину киностудии Fordart Films, с деньгами и бизнес-управляющим Форда сбежала. Развод актёру оформить так и не удалось, поэтому до смерти неверной супруги он не мог официально жениться.
- 24 декабря 1935 года он женился на женщине по имени Мэри Элизабет Суиринген, не связанной с кинематографом. Брак продолжался 18 лет до самой смерти актёра. Детей от брака не было.
- Также известно, что в 1914—1917 годах Форд находился в очень близких отношениях с известной киноактрисой, сценаристкой, режиссёром и продюсером Грейс Кунард (1893—1967).

## Избранная фильмография

### Актёр
За 44 года (1909—1953) Форд снялся в 489 фильмах (267 из них были короткометражными и в 90 случаях он не был указан в титрах) и в 11 эпизодах шести сериалов
В титрах не указан
- 1927 — Хижина дяди Тома[англ.] — капитан
- 1928 — Тропа 1898 года[англ.] / The Trail of '98 — помощник комиссара по золоту
- 1929 — Чёрная стража[англ.] / The Black Watch — майор МакГрегор
- 1930 — Авраам Линкольн[англ.] / Abraham Lincoln — помощник генерала Шеридана
- 1931 — Первая полоса / The Front Page — Карл, детектив
- 1931 — Вольная душа / A Free Soul — пьяница
- 1931 — Одержимая / Possessed — пьяный муж
- 1931 — Франкенштейн / Frankenstein — Ганс
- 1932 — Лицо со шрамом / Scarface — тюремный охранник (в альтернативной концовке)
- 1932 — Воздушная почта[англ.] / Air Mail — пассажир, который «умрёт в поезде»
- 1933 — Скандал в Риме / Roman Scandals — римлянин
- 1934 — Потерянный патруль / The Lost Patrol — араб
- 1934 — Мир движется вперёд / The World Moves On — легионер в траншее
- 1935 — Весь город говорит / The Whole Town's Talking — газетный репортёр в доке
- 1935 — Париж весной[англ.] / Paris in Spring — пьяный крестьянин
- 1936 — Секрет Чарли Чана / Charlie Chan's Secret — капитан спасательного корабля
- 1936 — Человек с равнины / The Plainsman — Андерсон, старый ветеран
- 1936 — Плуг и звёзды[англ.] / The Plough and the Stars — старик
- 1937 — Звезда родилась / A Star Is Born — Уильям Грегори
- 1937 — Дорога назад[англ.] / The Road Back — дворник
- 1937 — Последний поезд из Мадрида[англ.] / The Last Train from Madrid — Педро Элиас
- 1937 — Манекен[англ.] / Mannequin — Тим О’Рурк
- 1938 — Девушка с Золотого Запада[англ.] / The Girl of the Golden West — золотоискатель
- 1939 — Дилижанс / Stagecoach — сержант Билли Пикетт
- 1939 — Молодой мистер Линкольн / Young Mr. Lincoln — Сэм Бун
- 1939 — Закат в Колорадо[англ.] / Colorado Sunset — пьяница
- 1940 — Гроздья гнева / The Grapes of Wrath — мигрант
- 1940 — Обращение на Запад[англ.] / Three Faces West — Билл, фермер
- 1941 — Вестерн Юнион[англ.] / Western Union — водитель дилижанса
- 1941 — Табачная дорога / Tobacco Road — бродяга на дороге
- 1941 — Они умерли на своих постах / They Died with Their Boots On — ветеран
- 1942 — Исчезающий вирджинец[англ.] / The Vanishing Virginian — член комитета по проведению кампании
- 1942 — Человек, который не умирал / The Man Who Wouldn't Die — смотритель
- 1943 — Случай в Окс-Боу / The Ox-Bow Incident — Альва «Папаша» Хардуик
- 1943 — Отчаянные[англ.] / The Desperadoes — Хэнк
- 1943 — Жучки[англ.] / Jitterbugs — старожил-скептик
- 1944 — Дом в Индиане[англ.] / Home in Indiana — Эд, посетитель бара
- 1944 — Вильсон / Wilson — оратор кампании Хьюза
- 1944 — Большой шум[англ.] / The Big Noise — служащий вокзала
- 1944 — Кульминация[англ.] / The Climax — служащий за кулисами
- 1944 — Принцесса и пират[англ.] / The Princess and the Pirate — пьяный пират
- 1945 — Площадь похмелья / Hangover Square — Огилби, фулемский торговец антиквариатом
- 1945 — Он сказал «убийство»[англ.] / Murder, He Says — Ли, старик-горожанин
- 1945 — Зажигательная блондинка[англ.] / Incendiary Blonde — хозяин ранчо[5]
- 1945 — Ярмарка штата[англ.] / State Fair — Р. Си. Мартин
- 1945 — Сан-Антонио / San Antonio — старый ковбой, приветствующий тренера
- 1946 — Сестра Кенни[англ.] / Sister Kenny — Патрик О’Ши
- 1946 — Моя дорогая Клементина / My Darling Clementine — папаша, старый солдат
- 1946 — Проснись и мечтай[англ.] / Wake Up and Dream — старик за стойкой
- 1947 — Калифорния[англ.] / California — Джесси
- 1947 — Стрелки́[англ.] / Gunfighters — повар
- 1947 — Непобеждённый / Unconquered — переселенец на крыше форта Питт
- 1948 — Форт Апачи / Fort Apache — Фен, стражник
- 1948 — Три крёстных отца / 3 Godfathers — пьяница
- 1949 — Она носила жёлтую ленту / She Wore a Yellow Ribbon — Коннелли, бармен форта
- 1952 — Жертва судьбы[англ.] / The Lawless Breed — уборщик в салуне

В титрах указан
- 1911 — Бессмертный Аламо / The Immortal Alamo — Наварре
- 1912 — Последняя битва Кастера[англ.] / Custer's Last Fight — Джордж Кастер
- 1914 — Люсиль Лав, девушка-загадка / Lucille Love, Girl of Mystery — Хьюго Любек
- 1915 — Сломанная монета[англ.] / The Broken Coin — граф Фредерик
- 1918 — Делириум[англ.] / The Craving — Кэрролл Уэйлс
- 1921 — Большая награда[англ.] / The Great Reward — американский авантюрист
- 1922 — Деревенский кузнец[англ.] / The Village Blacksmith — Эйза Мартин
- 1925 — Захватывающее приключение[англ.] / A Roaring Adventure — полковник Бёрнс / Беннетт Харди
- 1930 — Кэтлин Мавурнин[англ.] / Kathleen Mavourneen — Джеймс, дворецкий
- 1931 — Сражение с Буффало Биллом[англ.] / Battling with Buffalo Bill — Джим Родни
- 1932 — Герои Запада[англ.] / Heroes of the West — капитан кавалерии Донован
- 1932 — Потерянный спецпоезд[англ.] / The Lost Special — Боттер Худ
- 1933 — Человек из Монтерея[англ.] / The Man from Monterey — дон Пабло Гонзалес
- 1933 — Величайшее дело Чарли Чана[англ.] / Charlie Chan's Greatest Case — капитан Халлетт
- 1934 — Пиратское сокровище[англ.] / Pirate Treasure — член аэроклуба
- 1934 — Мужество Чарли Чана[англ.] / Charlie Chan's Courage — Хьюитт
- 1934 — Судья Прист / Judge Priest — присяжный № 12
- 1935 — Осведомитель / The Informer — «Судья» Флинн
- 1935 — Аризонец[англ.] / The Arizonian — Эд Комсток, мэр
- 1935 — Пароход, плывущий по течению / Steamboat Round the Bend — Ифи
- 1936 — Пэдди О’Дэй[англ.] / Paddy O'Day — Том МакГуайр, иммиграционный офицер
- 1936 — Узник острова акул / The Prisoner of Shark Island — капрал О’Тул
- 1936 — Чарли Чан в цирке[англ.] / Charlie Chan at the Circus — Джон Гейнс
- 1937 — Корабль рабов[англ.] / Slave Ship — Скрэпс
- 1938 — В старом Чикаго / In Old Chicago — водитель
- 1938 — Техасцы[англ.] / The Texans — дядя Дад
- 1939 — Барабаны долины Мохок / Drums Along the Mohawk — Джо Болео
- 1940 — К югу от Паго-Паго[англ.] / South of Pago Pago — Фостер
- 1942 — Любовь Эдгара Аллана По[англ.] / The Loves of Edgar Allan Poe — хозяин таверны
- 1942 — Король Канадской конной полиции[англ.] / King of the Mounties — Зик Коллинс (в 4-й серии)
- 1945 — Мама и папа[англ.] / Mom and Dad — доктор Рабин
- 1946 — Сообщник[англ.] / Accomplice — Кинг Коннорс
- 1947 — Обломки[англ.] / Driftwood — Абнер Грин
- 1947 — Прилив / High Tide — Поп Гэрроу
- 1950 — Одинокий рейнджер[англ.] / The Lone Ranger — Сэм Дингл (в эпизоде Gold Fever[англ.])
- 1950 — Фургонщик / Wagon Master — мистер Пичтри
- 1950 — Шоу Джина Отри[англ.] / The Gene Autry Show — разные роли (в 2 эпизодах)
- 1951—1952 — Приключения Дикого Билла Хикока[англ.] / The Adventures of Wild Bill Hickok — разные роли (в 2 эпизодах)
- 1952 — Тихий человек / The Quiet Man — Дэн Тобин[6]
- 1953 — Солнце светит ярко[англ.] / The Sun Shines Bright — Фини, старик-провинциал

### Режиссёр
За 16 лет (1912—1928) Форд стал режиссёром 180 фильмов (125 из них были короткометражными и в одном случае он не был указан в титрах)
- 1912 — Последняя битва Кастера[англ.] / Custer's Last Fight
- 1914 — Люсиль Лав, девушка-загадка / Lucille Love, Girl of Mystery
- 1915 — Сломанная монета[англ.] / The Broken Coin
- 1917 — Тропа мщения[англ.] / The Avenging Trail
- 1918 — Делириум[англ.] / The Craving
- 1920 — Грозовой Джек[англ.] / Thunderbolt Jack
- 1921 — Большая награда[англ.] / The Great Reward

### Сценарист
За 18 лет (1913—1931) Форд выступил сценаристом к 31 фильму (13 из них были короткометражными)
- 1914 — Люсиль Лав, девушка-загадка / Lucille Love, Girl of Mystery
- 1917 — Торнадо[англ.] / The Tornado
- 1918 — Делириум[англ.] / The Craving

### Продюсер
За 12 лет (1913—1925) Форд выступил продюсером к 12 фильмам (7 из них были короткометражными)
- 1921 — Большая награда[англ.] / The Great Reward